# Rákosszentmihály
Rákosszentmihály egykor önálló nagyközség, ma Budapest városrésze a XVI. kerületben. Rákosszentmihály mind a lakosságát, mind a kiterjedését illetően a legnagyobb városrész a XVI. kerületben.

## Fekvése
Határai: Budapest határa a Rákospalotai határúttól – Csömöri út – Szlovák út – Budapesti út (páros oldal) – Körvasút sor – MÁV Körvasút – Rákospalotai határút a főváros határáig.

## Elnevezése
A település a Szentmihály nevet a Szent Mihály tiszteletére szentelt templomáról kapta, ami okiratban először 1335-ben szerepel. A település határa fontos országgyűlések színhelye volt. A Rákos mezején (minden bizonnyal a mai Kerepesi út és a Rákos-patak kereszteződésénél) összegyűlt rendek itt ismerték el királynak Károly Róbertet, itt választották kormányzóvá Hunyadi Jánost, itt kiáltották királlyá Hunyadi Mátyást.

## Története

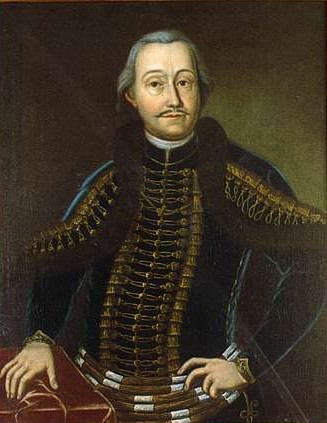
(Legidősebb) Grassalkovich Antal

Területén a középkorban Pusztaszentmihály község állt (de lehet, hogy azonos Nemessel), amely a Nyulak-szigeti (Margit-sziget) apácák és a kalocsai érsekség tulajdonában volt. A név a Szent Mihálynak szentelt templomra utalt. Plébániája is volt ebben az időben. A templom alapfalait 1864-ben körülszántották, de későbben eltűntek ezek is.
A török hódoltság alatt a község elnéptelenedett. 1661-től a felsővattai Wattay családé (Pál Pest-Pilis-Solt vármegye helyettes alispánja, fia János a vármegye kuruc alispánja), majd 1731-ben Grassalkovich Antal szerezte meg a terület, aki szlovákokat telepített ide. Ekkor a terület mint Kis- és Nagyszentmihály puszta Csömörhöz tartozott. Egyházi összeírás alapján már lakták néhányan a területet, ahol mezőgazdasági, főként zöldség termelés folyt. A későbbi József és Petőfi utcák sarkán volt egy árutermelő uradalmi központ. Grassalkovich halála után Viczay Károly örökölte a birtokot, a főként Párizsban élő özvegy haszonélvezetével. Az 1848–49-es forradalom és szabadságharc után a hűbéri rendszer eltörlése szétzilálta a „Grassalkovich-birodalmat”. Az 1860-as években több tulajdonosváltás után az ún. „Belga Bank” (a Langrand-Dumanceau-féle pénzügyi birodalom egyik tagja) birtokába került. Ez Pusztaszentmihályt egy újonnan alakult közbirtokosságnak adta el, mely 1870-ben 140 holdat – ekkor még mindenféle rendezési elv vagy koncepció nélkül – telep-szerűen háztelkekké parcellázott, így a 19. század második felében területén több ún. telep alakult ki (Kisszentmihály, Szentgyörgytelep, Almásy telep, József főherceg telep, Vidatelep, Árpádtelep, Annatelep, mivel Szentmihályt egyben nem tudták értékesíteni, több részre bontva adták el). Főbb tulajdonosok Almásy Pál, Lukács Antal, Krajcsovich Ignác, Vida Lajos és Erős Samu lettek. Lakosai 1902-ben közadakozásból szép gótikus templomot építettek Szent Mihály tiszteletére.
1902. december 1-jén a kialakult telepek leváltak Csömör településről, és Rákosszentmihály néven önálló nagyközséggé alakultak. A település kialakulását és fejlődését nagymértékben segítette, hogy 1893-tól lóvasúttal közvetve, 1911-től pedig HÉV-vonallal már közvetlenül is kötődött a fővároshoz és ugyanekkor elkezdődik a település villamosítása is. Az 1920-as népszámlálás adatai szerint Rákosszentmihálynak 14 500 – a tótok lakta Cinkotával ellentétben – szinte kizárólag magyar lakosa volt.
A községnek igen jelentős volt a sportélete. Volt olyan időszak, amikor egymás mellett párhuzamosan négy egyesület is működött. Több sporttelepe és két strandja is volt.
1926. január 1-jével Árpád- és Anna-telepet (nevüket később Árpádföldre változtatták) saját kérésükre Rákosszentmihálytól Cinkotához csatolták. Első iskolájuk bérelt teremben, 1908-ban indult el, azonban új épületet csak 1926-ban sikerült felépíteniük. A Szilas-patakon túli homokos, dombos vidék igazi fejlődése azonban csak az 1900-as évek második felében indult el.
Az első világháborút követően a kisebb építési területeken családi házak épültek, részben postatakarékpénztári befektetéssel vagy kölcsönnel. Az ún. „posta házak” egyszerű, de jellegzetes építészeti stílusa meghatározza az épített környezet képét a 21. században is.

### A XVI. kerület városrésze
1950-től a XVI. kerület részeként a fővároshoz tartozik.
Az 1970-es, 1980-as évektől együttműködés alakult ki a Pánczél Tivadar vezette rákosszentmihályi ifi és a Csaba utcában szerveződő, félillegális, Németh Géza vezette Megbékélés Közössége erdélyi gyülekezet között. A gyülekezet eleinte a péntek délutánokat jelölte ki az erdélyi menekültekhez kapcsolódó feladatok ellátására, azonban egyre növekvő létszámuk miatt a szolgálat a hét minden napján folyamatossá vált. Missziós utakat is szerveztek Kárpát-medence-szerte.
1997-ben az Esztergom-Budapesti főegyházmegye és Fülöp Dezső atya, rákosszentmihályi plébános a Béla utca 23. alatti, leromlott állagú és üresen álló épületben beindította, és megszervezte a Néri Szent Fülöp Általános Iskola működését. A plébánia közössége és az első évben beiratkozó 167 tanuló szülei megalapították a Kovász Egyesületet, ami a mellett, hogy segítséget nyújtott az épület felújításához, szervezi az iskola programjait, jótékonysági, hitéleti és kulturális (mint a 2010 óta megrendezett Szentmihályi Esték) rendezvényeket, 2007-ben létrehozta a Mindszenty Bizottságot, azzal a céllal, hogy segítse terjeszteni Mindszenty József bíboros tiszteletét, megismertesse élete példáját, tanítását, évente tudományos előadást tartson, és hogy mindezzel a boldoggá avatása ügyét szolgálhassa, majd Hargitai György felajánlásával 2008-ban megalapították a Hittel a Nemzetért Alapítványt. Ennek kiemelt célja volt a nemzetéért és hitéért a végsőkig kiálló főpap első köztéri egész alakos szobrának felállítása, mely 2009. október 25-én történt meg a rákosszentmihályi plébánia előtti téren. 2010 óta minden évben kiosztanak, a bíboros arcképét ábrázoló bronz Mindszenty-emlékplakettet is, amit az a személy kaphat, aki az ő szellemiségét követve élte az életét. Az első átadáskor bemutatták a városrész új zászlóját és címerét, amit dr. Pandula Attila egyetemi docens tervezett, és himnuszát is, a nyolcsoros himnuszszöveget egy szentmihályi ember, Hargitai György írta, a zenéjét pedig Szilasi Alex szerezte. A dalt Csernus János karnagy vezérletével a Szentmihály Kórus mutatta be.

## Ismert emberek
| Név                  | születési év | |
| -------------------- | ------------ | --- |
| Meszes Tóth Gyula    | 1931         | szobrász, éremművész. |
| Szanyi Péter         | 1947         | Miskolcon élő szobrászművész |
| Nagy János           | 1935         | Esterházy-díjas szobrászművész, éremművész |
| Vogt Károly          | 1947         | színművész; színházban drámai és vígjátéki karakterfigurákat alakított, játszott több filmben, tévéjátékban Magyarországon és külföldön. |
| Péczely Attila       | 1897         | néprajzos; eredeti szakmáját tekintve orvos, de Kodállyal és Bartókkal részt vett népzenei gyűjtésekben, és kórus-szervező tevékenységével is kitűnt. |
| Andriska László      | 1932         | '56-os "Corvinista". Marós szakképzettsége és közgazdasági érettségije ellenére betanított gépmunkásként dolgozott. A forradalmi tevékenységéről kevés adattal rendelkezünk: Vastag József barátjával a Bányász mozi fegyvereseihez csatlakozott, és részt vett a november 4-i szovjet támadást követő harcokban. |
| Garas Klára          | 1919         | művészettörténész |
| Olofsson Placid atya | 1916         | szülőházán 2018-ban avattak emléktáblát. |
| Láng Sándor          | 1913         | geográfus, karsztkutató |
| Pornói Pál           | 1920         | zenekari gordonkaművész-tanár |
| Garas Klára          | 1919         | művészettörténész, akadémikus, a Szépművészeti Múzeum főigazgatója |
| Csatlós János        | 1920         | műfordító |
| Lantos Antal         | 1929         | helytörténész, politikus |
| Urbányi László       | 1902         | vegyészmérnök, a mezőgazdasági tudományok doktora, magán- és egyetemi intézeti tanár, az Állatorvos-tudományi Főiskola igazgatója |

Továbbá
- Birtokosa volt felsővattai Wattay I. Pál Pest-Pilis-Solt vármegye helyettes alispánja 1661-1701.
- Birtokosa volt felsővattai Wattay János a váci járás szolgabírája, majd Pest-Pilis-Solt vármegye első kuruc alispánja 1701-1723.
- Itt nőtt fel Gattyán György milliárdos, a Docler Holding cég alapítója. [30]
- Petráss Sári, Pálmay Ilka unokahúga, a Népszínház művészeként 1906-ban vásárolt nyaralót a Sándor utca 48. szám alatt (a Jenő később Szent Korona utcánál), Schvarczl Józseftől, az un. egykori Voigt-féle villát, melyben családja élt, de mindkét primadonna amikor csak tehette kijárt oda. Krúdy Gyula meg is örökítette Primadonna című regényében.[31][32][33][34]
- Rákosszentmihályon élt Szalontay Ferike, a Magyar Színház primadonnája férjével, dr. Farkas Ferenc színigazgatóval,[35][36]
- Ujváry Lajos, a Fővárosi Operettszínház komikusa,[35][36]
- Kosáry Emmy színésznő,[37]
- Hódy Gitta színésznő.[38]
- Stróbl J. Nándor fényképész az 1920-as években Rákosszentmihályon élt és alkotott, a község számos nevezetességét, eseményét, lakosát is megörökítette.[39][40]
- Az első világháború után[41] ide költözött Rökk Ede építész családjával.[42] Bár 1920-ban már el is költöztek, vállalkozása is ide kötötte még (például kedvező áron vállalta az RTK 4 holdas sporttelepének a körbekerítését két méter magas deszkakerítéssel, 1921-ben[43]),[44] 1923-ban pedig az ekkor még csupán 9 éves, de már csodatáncosnőként emlegetett Rökk Marika Fatime néven balett-tánccal lépett fel a plébánia építésére rendezett eseményen.[45]
- MZ/X fiktív karakter, Mézga Gézának a a XXX. századbeli rákosszentmihályi toronyvárosban élő rokona a Mézga család című rajzfilmsorozatban[46]